# Azur Lane
Autre
Azur Lane (chinois simplifié : 碧蓝航线 ; pinyin : Bìlán hángxiàn, litt. « Ligne azur ») est un jeu mobile de type shoot 'em up en side-scrolling créé par les développeurs chinois Shanghai Manjuu et Xiamen Yongshi, sorti en 2017 pour les systèmes d'exploitation iOS et Android. Dans une chronologie alternative de la Seconde Guerre mondiale, les joueurs se lancent dans un gameplay de jeu de tir à défilement horizontal, utilisant des personnages féminins anthropomorphes moe inspirés des navires de guerre des principaux belligérants de la guerre. D'autres éléments du jeu, tels que la personnalisation d'une maison et le mariage avec les personnages, sont également présents.
Lancé pour la première fois en Chine en mai 2017 et au Japon en septembre 2017, Azur Lane est devenu très populaire, en particulier au Japon, où le nombre de joueurs a atteint les cinq millions dans les quatre mois suivant sa sortie. Les éditions successives du Comiket ont confirmé la popularité à long terme du jeu au Japon, le classant presque 10e des franchises et des genres comme Fate/Grand Order, Kantai Collection ou des youtubeurs virtuels. Les joueurs ont voté pour le jeu qui se classe parmi les cinq premiers sur la liste des Meilleurs jeux de 2017 du Google Play pour la région. Les critiques ont attribué la popularité du jeu à son système de jeu original et bien conçu. Une version anglaise a démarré sa version bêta ouverte en août 2018 avant la sortie de la version finale en mai 2019.
Le jeu a été adapté en plusieurs mangas et romans. Azur Lane Crosswave, une adaptation 3D pour la PlayStation 4, a été publiée par Compile Heart le 29 août 2019 ; la version anglaise et le portage PC via Steam de Crosswave sont sortis le 13 février 2020 ; une version Nintendo Switch est prévue au Japon le 2 septembre 2020. Une adaptation en série télévisée d'animation réalisée par Bibury Animation Studios est diffusée entre le 3 octobre 2019 et le 20 mars 2020,.
Le 8 avril 2021 la mise à jour a écarté des serveurs chinois une partie des personnages. Au même moment le jeu était temporairement retiré du Play Store chinois. Ces suppressions font écho à celles des personnages d’un autre jeu Girl’s Frontline. Ces censures du gouvernement chinois[réf. nécessaire] seraient motivées par l'hypersexualisation de certains personnages[réf. nécessaire]. Des versions rectifiées ont été créées pour répondre à ces injonctions et relancer le jeu dans le marché chinois.

## Intrigue
Le début du jeu propose une reconstitution anthropomorphique de la bataille du détroit de Danemark, où la personnification du célèbre croiseur de bataille britannique HMS Hood est coulée par des personnages représentant les forces allemandes. Le jeu propose une alliance militaire éponyme, « Azur Lane » en français : « Voie azur », composée de l'Union (les États-Unis), la Royale (l'Empire britannique), le Régime de Fersang (le Troisième Reich) et l'Empire du Cerisier (l'empire du Japon),.
Cette alliance s'est formée pour repousser des interventions extraterrestres nommés « Sirens » en français : « Sirènes » qui ont fait perdre à l'humanité le contrôle d'une immense partie des eaux de sa planète. Les différentes nations ont repris le dessus même si la menace n'est pas encore totalement écartée.
Après des divergences politiques, cette alliance se scinde en deux, l'Allemagne et le Japon forment une faction opposée, la « Red Axis » en français : « Axe rouge », et utilisent la technologie fournie par les extraterrestres pour envahir les pays de l'Azur Lane. Le reste de l'intrigue principale du jeu illustre partiellement les engagements de la marine américaine dans la guerre du Pacifique. Les chapitres représentent plusieurs batailles décisives de la guerre, notamment la bataille de Midway, la bataille navale de Guadalcanal et la campagne des îles Mariannes et Palaos.
D'autres nations et régimes prennent également part au conflit, tels que l'Éclat oriental (la Chine de la première moitié du XXe siècle), la Fédération nordique (l'URSS), l'Iris libre (la France libre), le Saint-Siège de Vichy (le régime de Vichy), l'Empire sarde (le royaume d'Italie) et le Royaume Tulipa (le Royaume des Pays-Bas).

## Système de jeu
Azur Lane est un jeu mobile de type shoot 'em up en side-scrolling, simulation et RPG. Les joueurs collectionnent des personnages qui sont des représentations anthropomorphiques moe des navires de guerre de la Seconde Guerre mondiale (appelées « shipgirls », litt. « Filles navires »), principalement des marines américaine, britannique, japonaise et allemande, avec d'autres navires de la marine française (à la fois du régime de Vichy et de la France libre), chinoise (de la république de Chine et de la république populaire de Chine), italienne, soviétique et néerlandaise. Les joueurs les organisent en flottes de six et affrontent les ennemis contrôlés par l'IA ou les flottes d'autres joueurs.
Les personnifications du destroyer américain USS Laffey, du destroyer britannique HMS Javelin et du destroyer allemand Z 23 (en) (pour les versions chinoise et anglaise) ou du destroyer japonais Ayanami (pour les versions japonaise et coréenne) sont à la disposition des joueurs pour qu'ils choisissent l'une d'entre elles comme navire de départ. Elles sont appelées protagonistes dans le jeu. En mai 2019, plus de 330 personnages avaient été introduits dans le jeu, représentant des navires de neuf états ayant participé à la guerre. Au 1er mai 2025, ce sont 696 personnages de 11 factions (10 nations + META) qui sont présents dans le jeu. 

### Bataille
Lors de la préparation pour le mode principal du jeu, les joueurs peuvent organiser deux flottes comprenant une ligne avant et une arrière, avec trois emplacements disponibles dans chaque ligne. Les destroyers, les croiseurs légers et les croiseurs lourds peuvent être attribués à la première ligne, tandis que l'arrière-ligne est réservée aux cuirassés, croiseurs de bataille et porte-avions. Différentes combinaisons de navires sont nécessaires pour remporter la victoire dans différentes situations de bataille. Les joueurs peuvent ensuite sélectionner une carte pour y entrer.
En entrant sur une carte, la flotte du joueur est placée sur une carte semblable à celle du jeu de la bataille navale. La carte accueille des flottes ennemies, certaines immobiles et d'autres qui poursuivent le joueur, ainsi que des nœuds bonus (en anglais : bonus nodes) fournissant du ravitaillement tel que de la santé et des munitions. Les joueurs doivent naviguer de manière optimale et rassembler leurs flottes de manière tactique afin d'éliminer les ennemis gênants et, avec un minimum de mouvements, atteindre le boss de la carte pour le battre. Lorsque le joueur déplace sa flotte sur la carte, elle peut être prise dans une embuscade lors de rencontres aléatoires qui peut lui infliger des dégâts ou bien la contraindre à s'engager contre l'ennemi, utilisant ainsi du carburant et des munitions. Le carburant est l'une des deux ressources du jeu. Les points de munitions sont attribués aux flottes de joueurs sur chaque carte dont un point est déduit par bataille menée. Les flottes qui manquent de munitions peuvent toujours se battre et ne peuvent infliger que la moitié des dommages habituelles.
Lors d'une bataille contre un ennemi, les joueurs peuvent utiliser un joystick virtuel pour contrôler la première ligne, qui peut tirer automatiquement des obus sur des cibles et de lancer manuellement des torpilles. Bien qu'elle soit immobile, l'arrière-ligne peut réaliser des tirs de barrage et le joueur peut appeler manuellement des frappes aériennes. Celles-ci activent un effet de dégagement de balle en supprimant tous les projectiles et les torpilles à l'écran. Les joueurs ont une option de mode automatique pour donner ce contrôle à l'IA du jeu. La santé des personnages est complètement reconstituée lorsqu'une carte est complétée ou bien si le joueur décide de la quitter. Les points de moral sont déduits pour chaque personnage de la flotte dans une bataille. Si un personnage tombe au combat, il ne peut plus participer à une action sur la carte et un plus grand nombre de points de moral est déduit pour le personnage tombé à la fin de la bataille. Un moral bas prolongé pour un personnage peut diminuer ses statistiques et ses points d'affection. Les points d’affection faibles amènent le personnage à saluer le joueur avec une voix reflétant sa déception.
Le jeu propose aussi un mode joueur contre joueur. Le joueur peut préparer une flotte de défense et organiser une flotte offensive afin de défier les flottes de défense des joueurs adverses. Dans ce mode, les batailles sont entièrement contrôlées par l'intelligence artificielle et l'effet de dégagement des balles des frappes aériennes est désactivé. Des jetons peuvent être gagnés et le classement du joueur peut augmenter grâce aux victoires dans ce mode. Les joueurs ne reçoivent aucune pénalité s'ils perdent une bataille ou si leur flotte de défense est vaincue par d'autres joueurs. Des personnages exclusifs et d'autres objets peuvent être obtenus à l'aide de jetons. Le classement est actualisé tous les 15 jours.
Des mécanismes supplémentaires ont été introduits après la sortie du jeu. Les systèmes de guerre sous-marine et de lutte anti-sous-marine ont été introduits en mai 2018. Ils comprenaient des cartes de campagne anti-sous-marine et des personnages basés sur des sous-marins allemands (U-Boots), ainsi que des sous-marins américains et japonais. Le système de chats du navire a été introduit en septembre 2018. Diverses races de chats peuvent être obtenues dans une chatterie. Ils peuvent être entraînés pour fournir des améliorations (en anglais : buffs) lorsqu'ils sont amenés au combat avec les flottes.

### Dortoir
Le jeu inclut une fonctionnalité de « dortoir ». Les personnages en forme de chibi peuvent être placés dans le dortoir meublé où ils peuvent se promener, s'asseoir, dormir ou se baigner. Les personnages peuvent gagner passivement des points d'expérience et récupérer du moral quand les joueurs leur donnent à manger. Les joueurs peuvent acheter de la nourriture en utilisant du carburant ou avec la monnaie du jeu. Ils peuvent également acheter divers ensembles de meubles et décorations à thème, et parfois limités dans le temps, en utilisant des « pièces de mobilier » obtenues en envoyant des personnages participer à des quêtes spéciales. Les meubles et les décorations augmentent le taux d'expérience acquise. Ils peuvent être arrangés librement. Les joueurs peuvent augmenter la capacité des personnages du dortoir, débloquer un deuxième étage qui rétablit le moral et acheter des meubles interactifs spéciaux en utilisant la monnaie du jeu. De plus, les monuments peuvent être récompensés en nettoyant des étapes d'événements. Les joueurs peuvent examiner les dortoirs des autres joueurs.

### Mariage
Lorsque les points d'affection d'un personnage arrivent à 100 au fil des batailles, en étant la secrétaire ou grâce au dortoir, les joueurs peuvent choisir de donner une « alliance » à ce personnage. Une « alliance » ne peut être obtenue qu'une fois par le biais des quêtes. Des anneaux supplémentaires peuvent être achetés en utilisant la monnaie du jeu, permettant essentiellement la polygamie. Les joueurs peuvent également donner des noms personnalisés aux personnages mariés, uniquement tous les trente jours pour chaque personnage. Quelques-uns des personnages les plus populaires obtiendront également des costumes uniques pour le mariage. Ils obtiendront également des bonus de statistiques supplémentaires après leur mariage.

## Développement

### Conception
Le producteur d'Azur Lane, Yuwan, un téléverseur bien connu du site de partage de vidéos chinois bilibili, a développé le jeu avec cinq amis de son université, avec le concept initial de « créer un jeu dōjin, si un jeu commercial n'est pas possible ». En voyant de nombreux jeux similaires créés en Chine après le succès de Kantai Collection, les développeurs voulaient créer « quelque chose de différent des œuvres précédentes de navires anthropomorphes moe ». Ils ont délibérément évité d'utiliser un mécanisme de jeu de stratégie au tour par tour comme celui utilisé par KanColle et la plupart de ses imitations. Ils ont également déplacé l'attention aux navires japonais vers ceux d'autres pays impliqués dans la Seconde Guerre mondiale.
Une difficulté particulière consistait à incorporer des éléments de shoot 'em up, car il n'y avait aucune œuvre existante pouvant servir de référence. Une première version du jeu présentait le système de combat d'une flotte de cinq personnages dans une ligne de bataille à une ou deux colonnes. World of Warships, un jeu de simulation de guerre navale de la Seconde Guerre mondiale très populaire en Chine, a influencé certains aspects de la conception du gameplay.
Les développeurs ont cherché à différencier davantage le jeu en présentant des personnages inspirés des navires musées préservés des temps anciens, tels que le cuirassé pré-dreadnought japonais Mikasa de la Première Guerre mondiale et le croiseur protégé de la marine soviétique Aurore, le célèbre navire connu pour son implication dans la révolution d'Octobre. Garder l'équilibrage du jeu et la rareté avec ces personnages étaient difficile, cependant, les développeurs avaient l'intention de présenter les navires musées et voulaient introduire plus de personnages comme celui-ci à l'avenir. Une série de personnages basés sur des navires de guerre proposés ou non finis de la Seconde Guerre mondiale, tels que les classes Neptune, Saint-Louis et Ibuki, a été introduite dans le cadre d'une collaboration avec Wargaming, l'éditeur de World of Warships.
De nombreuses jeunes seiyū, dont certaines très acclamées par la critique, ont prêté leurs voix aux personnages du jeu. La décision d'employer une distribution entièrement japonaise composée de jeunes comédiennes était le résultat d'un manque d'actrices professionnelles en Chine, ainsi que de l'intention de l'équipe d'offrir aux jeunes actrices japonaises la possibilité de se produire. Yui Ishikawa, Rie Takahashi et Risa Taneda font partie des comédiennes les plus connues de la distribution,,.
Shanghai Manjuu Technology Co.,Ltd (上海蛮啾网络科技有限公司) a assuré la conception audiovisuelle et l'écriture pour Azur Lane. Xiamen Yongshi Technology Co.,Ltd. (厦门勇仕网络技术有限公司) était responsable de la programmation, de la conception des données de jeu et du contenu. Les deux sociétés se partagent l'œuvre de collaboration et leurs droits d'auteur, et se répartissent respectivement les revenus à hauteur de 65% pour le premier et 35% pour le second.

### Lancement
Le jeu a été lancé pour la première fois en Chine en mai 2017, édité par bilibili. Shanghai Yostar a publié la version japonaise en septembre de la même année. XD Global a publié la version sud-coréenne en mars 2018. La version anglaise a été annoncée comme étant en développement en juin 2018. La version bêta ouverte a débuté le 16 août 2018,. Le 20 mai 2019, la version anglaise a été officiellement publiée avec le lancement de la refonte de l'interface utilisateur de 2019.
Le président de Yostar Inc., Li Hengda, a révélé que, même s'il avait vu le potentiel d'Azur Lane, il ne s'attendait pas à la popularité du jeu au Japon. Estimant qu'une dizaine de personnes aurait suffi, Li a par la suite admis avoir commis une erreur en n'employant que quatre employés à temps plein et deux stagiaires avant la sortie du jeu, car ils devaient travailler du matin jusqu'à minuit, la popularité du jeu grandissant jusqu'à la fin de 2017. À travers Azur Lane, Yostar a établi des contacts avec des entreprises et des créateurs japonais éminents et a été accueilli favorablement. Tony Taka, connu pour son travail sur la série Shining, a été ravi d'être invité à fournir le character design de HMS Centaur, faisant de cela son premier travail sur un jeu mobile. Jin Haganeya, écrivain pour Demonbane (en), a accepté d'écrire le script pour l'adaptation anime du jeu.
Les illustrations pour la version coréenne ont été réalisées par l'artiste coréenne Nardack. En mars 2018, XD Global lui a demandé de condamner le féminisme et les groupes féministes sur Twitter après des plaintes de certains joueurs, l'accusant qui de maintenir des relations avec des groupes féministes « antisociaux » coréens. Nardack a refusé d'obtempérer et ses œuvres ont été retirées du jeu.

## Promotion
Une émission spéciale mettant en vedette la comédienne Yui Ishikawa visitant le bureau de l'un des développeurs, Manjuu Ltd., à Shanghai, a été diffusée sur la plate-forme de télévision japonaise en streaming AbemaTV (en) en mai 2018. Le mauvais usage, au cours du programme, du terme déposé « kanmusu » (艦娘) pour se référer aux personnages du jeu, a conduit Yostar à être publiquement critiqué par DMM.com (en), éditeur de Kantai Collection. Yostar a présenté ses excuses et a appelé les joueurs d'Azur Lane à proposer des termes alternatifs pour les personnages du jeu. Plus d'un millier de propositions ont été reçues. En septembre 2018, Yostar a annoncé que le nouveau terme serait « Kansen » (艦船).
Yostar a organisé deux concours d'illustration avec la communauté artistique japonaise de pixiv pour promouvoir le jeu. Les gagnants d'un concours tenu en décembre 2017 ont été récompensés par de l'argent et leurs designs ont été présentés sur les écrans de chargement du jeu. Les créations gagnantes d'un concours d'illustration de la robe de mariée organisé en juillet 2018 étaient également prévues d'être intégrées dans le jeu.
Yostar a autorisé la société japonaise GRSPER à créer des cérémonies de mariage en réalité virtuelle avec les personnages du jeu en août 2018. Le projet de financement participatif a été annulé en octobre 2018 car GRSPER n'a pas atteint son objectif de financement et rencontrait des difficultés de communication avec les seiyū et leurs agences.

### Collaborations
Un événement de collaboration avec Compile Heart en décembre 2018 a introduit les protagonistes de Hyperdimension Neptunia dans Azur Lane. Les joueurs peuvent obtenir les protagonistes de Neptunia avec des éléments navals, ainsi que leurs « formes de déesse » en tant que personnages distincts.
En avril 2018, Yostar et Wargaming Japan ont annoncé une collaboration entre le jeu et World of Warships. Les joueurs d'Azur Lane peuvent obtenir des personnages basés sur des navires de World of Warships via une nouvelle interface appelée « Development Dock », tandis que les joueurs de World of Warships peuvent acheter des personnages d'Azur Lane en tant que capitaines doublées et des skins pour les navires basés sur les éléments de conception des personnages homonymes d'Azur Lane. En avril 2019, la collaboration avec WoWS a été étendue avec une deuxième saison, introduisant de nouveaux personnages dans les deux jeux. Depuis, il y a une nouvelle saison par an, apportant à chaque fois 5 nouveaux navires dans Azur Lane, et de nombreux contenus dans WoWS.
Une collaboration avec Sunrise Inc. en mai 2018 a présenté une intrigue croisée avec la série d'animation Armored Trooper Votoms (ja). Le mecha Marshydog de la série a été ajouté à Azur Lane en tant que meuble. Un événement de collaboration avec Aquaplus au Japon en novembre 2018 a permis de créer des personnages du visual novel Utawareru mono dans Azur Lane.
Une collaboration en avril 2019 avec Kizuna AI a présenté la youtubeuse virtuelle en tant que 4 personnages distincts dans le jeu.
Depuis, il y a eu des collaborations avec Hololive (fin 2019), Dead or Alive Venus Vacation (fin 2020), The Idolmaster (juillet 2021), SSSS Gridman et Dynazenon (fin 2021), Atelier Ryza (fin 2022), Senran Kagura (fin 2023).
Les évènements collaborations n'ont d'habitude pas de rerun (deuxième tenue de l'évènement), mais la collaboration avec les jeux Dead of Alive Venus Vacation en ont eu un en avril 2023 et Gridman Universe en juillet 2023 avec chacun deux nouveaux navires ajoutés au casting d'origine.

## Autres productions

### Publications

#### Mangas
Azur Lane a été adapté à plusieurs mangas et romans. 
Un yonkoma officiel, intitulé Azur Lane: Very Slow Advance! (アズールレーン びそくぜんしんっ！, Azur Lane Bisoku Zenshin!), est en cours de publication dans le magazine d'Ichijinsha, Manga 4-koma Palette. Il met en avant le personnage basé sur HMS Javelin et les trois autres protagonistes du jeu. Les chapitres de Very Slow Advance! sont régulièrement postés sur le compte Twitter japonais du jeu en tant que moyen de promotion depuis avril 2018.
Azur Lane Comic Anthology (アズールレーン コミックアンソロジー) est une série de manga d'anthologie éditée par Ichijinsha et vendue sur Amazon Japan. Elle est actuellement composée de neuf volumes tankōbon.
Azur Lane Queen's Orders (アズールレーン Queen's Orders), un manga comique tranche de vie centré sur les personnages inspirés du HMS Queen Elizabeth et du HMS Warspite, est publié par Ichijinsha dans le Monthly Comic Rex.
Azur Lane Comic à la Carte (アズールレーン コミックアラカルト), une autre série de manga d'anthologie, a été publié en octobre 2018 par Overlap.

#### Romans
En juin 2018, Kōdansha a publié un light novel dérivé avec le personnage de Laffey en tant que protagoniste ; il est intitulé Starting My Life as a Commander with Laffey (ラフィーと始める指揮官生活, Laffey to hajimeru shikikan seikatsu).
Shūeisha a également publié en juin 2018 une autre novélisation, intitulée Episode of Belfast, mettant en scène le personnage inspiré du HMS Belfast.
Overlap a publié le troisième light novel dérivé avec le personnage d'Ayanami comme protagoniste, intitulé Ayanami, Happily Married (アズールレーン　～綾波、ケッコンするです～, Azur Lane: Ayanami, Kekkon-suru desu), en décembre 2018.

### Adaptation pour console
Azur Lane Crosswave, un jeu de tir en 3D pour la PlayStation 4, a été annoncé en septembre 2018. Crosswave met en vedette les personnages d'Azur Lane se battant contre des navires de guerre et des avions de guerre réalistes. Le jeu suit une histoire différente avec de nouveaux personnages qui font leurs débuts. Cette adaptation aux consoles est développée par Felistella avec Unreal Engine 4 et publiée par Compile Heart le 29 août 2019 au Japon,,. Une version anglaise est publiée par Idea Factory International en Amérique du Nord et en Europe le 13 février 2020. Elle comporte le doublage japonais des personnages et est vendue dans les formats numériques et physiques. L'éditeur a également annoncé le portage du jeu sur PC via la plateforme Steam le 13 février 2020 qui comporte des sous-titres japonais, chinois traditionnel et anglais. Compile Heart prévoit de publier au Japon une version du jeu sur Nintendo Switch le 2 septembre 2020.

### Anime

Logo original de la série d'animation.

Une adaptation en une série télévisée d'animation a été annoncée en septembre 2018. Elle est réalisée par Tensho, réalisateur des adaptations anime de Grisaia et Rewrite, avec l'écrivain Jin Haganeya et Yasunori Nishiki composant la bande originale ; le studio Bibury Animation Studios de Tensho produit l'animation de la série. Le directeur de Yostar, Li Hengda, a révélé que le projet d'animation avait débuté à la fin de 2017, alors que le jeu connaissait une popularité sans précédent. Le choix de Jin Haganeya en tant que scénariste était dû au fait que la franchise Demonbane (en) était l'une des franchises préférées de Hengda. La série est diffusée depuis le 3 octobre 2019 sur Tokyo MX et BS11, et un peu plus tard SUN, KBS et AT-X,. Elle est composée de 12 épisodes répartis dans six coffrets Blu-ray/DVD. Les épisodes 11 et 12 ont été reportés au 13 mars et au 20 mars 2020 respectivement en raison de problèmes de production. Wakanim détient les droits de diffusion en simulcast de la série dans les pays francophones ; mais également en Allemagne, en Autriche, dans les pays nordiques et dans les pays russophones,,. Funimation la diffuse en simulcast aux États-Unis, Canada, Royaume-Uni, Irlande, Australie et Nouvelle-Zélande, et diffuse aussi un doublage anglais.
La chanson de l'opening de la série, intitulée graphite/diamond, est interprétée par May'n, tandis que celle de l'ending, intitulée Hikari no michishirube (光の道標), est interprétée par Kano (ja).

#### Liste des épisodes
| No | Titre français                                                | Titre japonais             | Titre japonais                             | Date de 1re diffusion |
| No | Titre français                                                | Kanji                      | Rōmaji                                     | Date de 1re diffusion |
| --- | ------------------------------------------------------------- | -------------------------- | ------------------------------------------ | --------------------- |
| 1 | Mobilisation : Les Filles de la mer                           | 【起動】海を駆ける少女たち | [Kidō] Umi o kakeru shōjo-tachi            | 3 octobre 2019        |
| Lorsque les océans de la Terre sont attaqués par une mystérieuse force extraterrestre appelée « Sirènes », différentes nations dont quatre grandes puissances, l'Union, la Royale, le Régime de Fersang et l'Empire du Cerisier forment l'alliance militaire « Ligne azur » (Azur Lane) pour lutter contre les Sirènes à l'aide de « filles navires », des filles fusionnées avec des navires de guerre. Les Sirènes finissent par être vaincues, mais une scission se crée entre les factions, l'Union et la Royale s'opposant au Régime de Fersang et à l'Empire du Cerisier. Les renforts sont envoyés à une base de la Ligne azur près de l'Empire du Cerisier, où Cleveland et Prince of Wales saluent l'arrivée de l'Illustrious et du Unicorn. Ayanami infiltre la base pour espionner ses défenses, mais se lie malencontreusement d'amitié avec Javelin, Laffey et Unicorn. L'Empire du Cerisier lance ensuite une attaque surprise sur la base menée par Kaga et Akagi. Javelin et Ayanami se battent à contrecœur tandis que les autres navires de la base tentent de repousser l'attaque. Alors que la défense semble être sur le point d'être écrasée, Enterprise arrive et parvient à renverser toute seule le cours de la bataille, endommageant lourdement Kaga et contraignant les forces de l'Empire du Cerisier à battre en retraite. Alors qu'elles se retirent, Kaga et Akagi annoncent que l'Empire du Cerisier et le Régime de Fersang ont formé leur propre alliance, l'Axe rouge (Red Axis), et déclarent officiellement la guerre à la Ligne azur. |                                                               |                            |                                            |                       |
| 2 | Bataille féroce : Les Vagues battantes et les Ailes en acier  | 【激戦】鼓動の波、鋼鉄の翼 | [Gekisen] Kodō no nami, kōtetsu no tsubasa | 10 octobre 2019       |
| Alors que la Ligne azur s'efforce de réparer les dommages causés à leur base, il est révélé que la cause du conflit entre elle et l'Axe rouge est la volonté de cette dernière d'utiliser la dangereuse technologie des Sirènes à leurs propres fins. Enterprise reste aux aguets, même si ses réparations ne sont que partiellement terminées. Akagi et Kaga se remettent également de la bataille lorsqu'elles sont rejointes par Prinz Eugen. Akagi envoie Zuikaku et Shōkaku pour tendre une embuscade à une flotte éloignée de la Ligne azur et demande au Prinz Eugen de les aider. Prinz Eugen accepte, emmenant Z 23 (en) et Ayanami avec elle. La petite flotte de la Ligne azur, composée de Hammann, Hornet, Arizona, Northampton, Helena et Long Island est attaquée par l'Axe rouge. Enterprise se mobilise pour les aider malgré ses dégâts et accompagnée de Cleveland, Javelin et Laffey. Tandis qu'Enterprise se bat contre Zuikaku et Shōkaku, et Cleveland aide les filles navires endommagées, Javelin et Laffey restent réticentes à combattre Z23 et Ayanami. Alors que les forces de la Ligne azur et de l'Axe rouge s'affrontent, la flotte principale de la Royale, dirigée par Queen Elizabeth, arrive. Enterprise parvient à prendre le dessus sur Zuikaku mais ses dégâts non réparés font tomber en panne son équipement à un moment critique. Cependant, elle est sauvée in extremis par l'arrivée d'une fille navire habillée en domestique. |                                                               |                            |                                            |                       |
| 3 | Élégance : Ou bien comme un humain                            | 【優雅】或いはヒトのように | [Yūga] Aruiha hito no yō ni                | 17 octobre 2019       |
| La domestique, qui se révèle être Belfast, retarde suffisamment les forces de l'Axe rouge pour que les forces principales de la Royale, composées du Queen Elizabeth, de Warspite, de Hood, d'Edinburgh et de Sheffield, arrivent, forçant l'Axe à se retirer. Préoccupées par la négligence d'Enterprise sur sa propre sécurité, Prince of Wales et Illustrious consultent Queen Elizabeth à la recherche d'une solution. Pendant ce temps, Vestal arrive sur la base et est immédiatement contrariée par le mauvais état de la plate-forme d'Entreprise. Belfast et Unicorn, à la rencontre d'Entreprise, la convainquent d'assister à une fête sur la plage organisée par les autres filles navires. Unicorn remercie Enterprise de l'avoir sauvée, et Enterprise révèle qu'elle a le sentiment que les filles navires ne sont que des armes, et que l'océan n'est qu'une source de conflit. Alors que Unicorn part jouer avec Javelin et Laffey, Belfast fait directement face à Enterprise, la prévenant que si elle continue à se battre comme elle l'a fait lors de la précédente bataille, elle finira par oublier la raison pour laquelle elle a combattu. La base reçoit ensuite un appel de détresse ; Enterprise, Cleveland, Hammann et Belfast partent pour enquêter. Elles trouvent Ning Hai et Ping Hai de l'Éclat oriental qui expliquent qu'elles ont été prises dans une embuscade par les navires Sirènes jusqu'au moment un navire endommagé les attaque. Enterprise se sert d'elle-même comme appât pour attirer l'attention de la Sirène, mais finit par être sauvée par Belfast lorsque sa plateforme ne fonctionne plus. Voyant comment Enterprise est réellement compatissante envers les autres, Belfast décide d'accompagner Enterprise et de lui apprendre à devenir une « dame ». |                                                               |                            |                                            |                       |
| 4 | Tempête de cerisiers : Cape et Poignard                       | 【桜嵐】外套と短剣         | [Ōran] Gaitō to tanken                     | 24 octobre 2019       |
| Akagi, Kaga, Shōkaku, Zuikaku et Ayanami retournent à la base de l'Empire du Cerisier, où elles sont accueillies par Sōryū et Hiryū. De retour à la base de la Ligne azur, Belfast se fait un devoir de servir comme domestique personnelle d'Enterprise afin de ressortir son humanité intérieure. Ping Hai et Ning Hai ont ensuite rapporté que, lors d'une mission de reconnaissance, elles avaient rencontré une flotte de Sirènes dirigée par une Sirène supérieure, ce qui suggère que les Sirènes envisagent de tirer parti du conflit entre la Ligne azur et l'Axe rouge. Afin d'obtenir plus d'informations, Sheffield et Edinburgh infiltrent la base de l'Empire du Cerisier. Akagi reçoit la permission de Nagato malgré sa réticente à poursuivre le « Projet Orochi ». Ayanami se réunit avec ses camarades destroyers Yukikaze, Yūdachi et Shigure. Zuikaku, toujours contrariée par son incapacité à vaincre Enterprise, reçoit des mots d'encouragement de Takao. Sheffield et Edinburgh suivent Akashi (en) dans une crique située sous la base, où Akashi est témoin de la collaboration entre Akagi et un chef Sirène, Observer, afin d'échafauder le projet Orochi, qui se révèle être un immense cuirassé Sirène. Observer prend des mesures pour éliminer Akashi afin de la faire taire, mais Sheffield et Edinburgh interviennent, volant le Cube noir essentiel à l'achèvement du projet Orochi. Elles parviennent à se glisser entre Takao et Ayanami et de s'échapper à la fois avec le Cube noir et Akashi. Après cela, tout en restant fidèle à l'Empire du Cerisier, Ayanami continue de remettre en question sa motivation à se battre. |                                                               |                            |                                            |                       |
| 5 | Réunion : Tendre la main                                      | 【再会】その手をさし伸べて | [Saikai] Sono te o sashi nobete            | 31 octobre 2019       |
| Sheffield, Edinburg, et Akashi sont obligées de se cacher sur une île abandonnée, les flottes du Cerisier et de Fersang formant un blocus. La Ligne azur envoie une importante flotte de secours pour lever le blocus. Alors que la flotte principale dirigée par Prince of Wales organise une attaque de diversion, un petit groupe constitué de Belfast, Cleveland, Javelin et Laffey se faufile à travers le blocus et atteint l'île. Belfast et Cleveland rencontrent Takao et Atago, tandis que Javelin et Laffey affrontent à nouveau Ayanami. Zuikaku et Shōkaku partent pour tenter de faire participer Enterprise tandis que le groupe de Sheffield est acculé par la flotte de Prinz Eugen. Cleveland retient Takao et Atago tandis que Belfast assiste Sheffield. Zuikaku et Shōkaku découvrent qu'elles se sont fait duper en suivant Hornet, tandis qu'Enterprise s'infiltrait également vers l'île. Enterprise oblige Prinz Eugen et sa flotte à se retirer. Ayanami attaque Javelin et Laffey, mais ne comprend pas pourquoi elles ne se défendent pas jusqu'au moment où Laffey lui dit que malgré leur opposition, elles veulent être amies. |                                                               |                            |                                            |                       |
| 6 | Entrave : Des liens qui se connectent, des cœurs qui se lient | 【羈絆】絆を繋ぐ、心を縛る | [Kihan] Kizuna o tsunagu, kokoro o shibaru | 7 novembre 2019       |
| Bien que Laffey ait contacté Ayanami, celle-ci refuse son offre d'amitié et s'enfuit. Grâce à l'aide de Belfast, Enterprise commence à interagir davantage avec les autres filles navires de la base. Elle et les autres filles navires expérimentées tentent d'examiner le Cube noir. Lorsqu'Enterprise le touche, elle reçoit une brève vision qui semble être une version alternative d'elle-même. En retournant son attention sur la base, Enterprise est surprise de voir à quel point elle est devenue animée avec les nouveaux arrivants comme Akashi, Ping Hai et Ning Hai qui ouvrent des magasins. Belfast rappelle à Enterprise que les filles navires sont aussi des êtres humains, ce qu'elle doit apprendre à accepter. Javelin et Laffey prennent un bain avec Unicorn, qui révèle qu'elle est consciente de sa forte poitrine malgré sa petite taille. Elles la rassurent sur le fait que le corps de chaque fille navire de navire est différent et qu'elle devrait être fière de son propre corps. Cette nuit-là, les trois réaffirment leur désir de se lier d'amitié avec Ayanami. Dans l'Empire du Cerisier, Prinz Eugen tente de semer la méfiance entre Kaga et Akagi en suggérant à Kaga qu'Akagi a des motivations différentes des siennes. Akagi quant à elle exprime son désir de se réunir avec Amagi. |                                                               |                            |                                            |                       |
| 7 | Dernier délai : Pour la détermination et l'amour              | 【死線】決意と、愛のために | [Shisen] Ketsui to, ai no tame ni          | 21 novembre 2019      |
| La Ligne azur et l'Empire du Cerisier se préparent à s'affronter dans une bataille navale décisive, en envoyant leurs plus grandes flottes. Akagi utilise un sort pour transporter la flotte de la Ligne azur dans un domaine d'un autre monde, où elles doivent absolument se battre contre une flotte combinée du Cerisier et des Sirènes. Enterprise engage Kaga, mais est momentanément distraite de voir Belfast en difficulté et est assommée par Kaga. Lorsqu'elle sombre dans l'océan, Enterprise a une autre vision de la version alternative d'elle-même et se réveille sous une forme beaucoup plus puissante, neutralisant facilement Kaga. Observer observe la bataille à distance et constate qu'Enterprise est la « clé ». Enterprise parvient à ramener de force tout le monde dans le monde réel avec Akagi et l'a tue de toute évidence en un seul coup avant de revenir à elle-même. Réalisant ce qu'elle a fait, Enterprise se rend finalement compte qu'elle a peur de l'océan. Pendant ce temps, Akagi est apparemment réunie avec Amagi dans l'au-delà, mais découvre qu'Amagi n'a pas de visage avant qu'elle lui dise que « ce n'est pas encore fini ». |                                                               |                            |                                            |                       |
| 8 | Intersection : Tiens toi, ne lâche jamais                     | 【交錯】抱きしめて離さない | [Kōsaku] Dakishimete hanasanai             | 28 novembre 2019      |
| Au lendemain de la bataille, la flotte de la Ligne azur voit s'ouvrir de nombreux portails dans toute la région, avec Enterprise manquant à l'appel. Javelin et Laffey sont séparées de la flotte principale et rencontrent à nouveau Ayanami. Avant qu'elles ne parviennent à s'entendre, les autres destroyers de l'Empire du Cerisier emmènent Ayanami en sécurité tandis que Belfast arrive pour récupérer Javelin et Laffey. Kaga reprend conscience à mesure que la flotte de l'Empire se regroupe, mais Akagi est toujours portée disparue et les Sirènes produites en série sont inutilisables. Shōkaku commence à se demander ouvertement quels secrets Akagi et Kaga leur ont cachés. Se rendant compte qu'elles sont désavantagées sans Akagi et les navires Sirènes, la flotte de l'Empire décide de se retirer alors que Zuikaku et Shōkaku jouent les rôles d'arrière-garde. Observer et Tester observent de loin, après avoir capturé Akagi. Observer révèle qu'après avoir rassemblé des données auprès d'Enterprise, le Cube noir est maintenant complet et prêt à activer Orochi. Entreprise arrive alors dans son état de berserk et bat facilement Zuikaku et Shōkaku. Avant qu'elle puisse les achever, Ayanami intervient, détruisant l'avion d'Enterprise qui lui fait revenir à la raison sur le coup. Javelin et Laffey coopèrent ensemble pour sauver Ayanami et l'empêcher de tomber dans l'un des portails. |                                                               |                            |                                            |                       |
| 9 | Espoir : La lumière s'introduisant dans l'obscurité           | 【希望】暗闇に光が差し込み | [Kibō] Kurayami ni hikari ga sashikomi     | 5 décembre 2019       |
| Ayanami se réveille dans la base de la Ligne azur en tant que prisonnier de guerre. En guise de « punition » pour avoir désobéi aux ordres et sauvé Ayanami, Javelin et Laffey sont toutes deux chargés de la surveiller. Les navires principaux discutent de l'activation soudaine du Cube noir et s'inquiètent de cela et de sa connexion apparente à Enterprise. Javelin et Laffey font visiter la base à Ayanami, et cette dernière est prise au dépourvu en voyant qu'aucune des filles navires de la Ligne azur ne porte de mauvaise volonté envers elle. Elle rencontre ensuite Akashi, qui lui parle de l'alliance d'Akagi avec les Sirènes. Pendant tout ce temps, l'Ark Royal les surveille à distance. Entre-temps, l'Empire du Cerisier est abasourdi par la perte d'Akagi et d'Ayanami, et Nagato commence à avoir des doutes sur le projet Orochi. Queen Elizabeth se demande quel est le véritable objectif des Sirènes tandis que Belfast, Illustrious et Unicorn sont convaincues qu'Enterprise peut surmonter son conflit intérieur. Unicorn rejoint plus tard Javelin, Laffey et Ayanami. Ayanami commence à réaliser que les filles navires de Ligne Azur et du Cerisier ont de nombreuses similitudes. Observer manipule Kaga pour poursuivre le projet Orochi, affirmant que l'activation d'Orochi la réunira avec Akagi. Cette nuit-là, Ayanami rencontre Enterprise et lui confie qu'elle n'a aucune envie de se battre, un sentiment qu'Enterprise partage également. Réunissant Javelin, Laffey et Unicorn, Ayanami accepte enfin de devenir amies avec elle. |                                                               |                            |                                            |                       |
| 10 | Réverbération : La Mémoire rouge blanchie                     | 【残響】漂白されし紅の記憶 | [Zankyō] Hyōhaku sa reshi kurenai no kioku | 12 décembre 2019      |
| Enterprise continue d'avoir des rêves inquiétants de la version alternative d'elle-même tandis que les filles navires de la Ligne azur ne peuvent toujours rien apprendre sur le véritable but du Cube noir. Ayanami dit à ses amies qu'elle veut aider à arrêter les combats entre la Ligne azur et l'Empire du Cerisier, et Javelin, Laffey et Unicorn acceptent de l'aider. Dans l'Empire du Cerisier, Nagato décide de suspendre le projet Orochi malgré les protestations de Kaga, soulignant comment elles ne peuvent pas continuer sans Akagi. Kaga fait alors un rêve où elle se souvient du décès d'Amagi et d'Observer tentant Akagi avec la possibilité de la faire revivre avec Orochi. Les rêves d'Enterprise s'intensifient et elle réalise la vision d'elle-même et d'Amagi qu'elle a vu sont en fait des illusions créées Orochi elle-même, qui prétend qu'elle est née du désir de conflit de l'humanité. Belfast affronte ensuite Enterprise, lui demandant pourquoi elle continue de se battre si elle a peur de l'océan. Cependant, la Sirène Purifier attaque la base et vole le Cube noir. Les filles navires de la Ligne azur, dont Enterprise, commencent une bataille avec Purifier pour récupérer le Cube. À la base du Cerisier, Prinz Eugen se faufile dans le port d'Orochi pour tenter de le voler, mais Kaga active Orochi et le fait sortir de la base. |                                                               |                            |                                            |                       |
| 11 | Monstre : Bataille générale sur la mer                        | 【怪物】あまねく海に戦いを | [Kaibutsu] Amaneku umi ni tatakai o        | 13 mars 2020          |
| Malgré les meilleurs efforts de la Ligne azur, Purifier parvient à s'échapper avec le Cube. Observer utilise ensuite le Cube pour activer complètement Orochi. Akagi est apparemment ressuscitée par Orochi, au grand soulagement de Kaga. Comme démonstration de sa puissance, Orochi lance un missile qui détruit complètement une île inhabitée. Conscientes du danger que représente Orochi, la Ligne azur et l'Axe rouge se mobilisent indépendamment pour l'attaquer. Kaga se rend rapidement compte qu'Akagi est possédée par Orochi, mais Orochi tourmente Kaga en soulignant qu'Akagi ne l'aimait que parce qu'elle a hérité de certaines parties d'Amagi. Les flottes de la Ligne azur et l'Axe rouge attaquent Orochi et la flotte de Sirènes, acceptant de travailler ensemble pour combattre leurs ennemis mutuels. Zuikaku et Shōkaku sont bloquées par Kaga, qui est toujours déterminée à protéger Orochi pour le bien d'Akagi. Ayanami arrive alors pour combattre Kaga. Pendant ce temps, Enterprise et Belfast se frayent un chemin vers Orochi, mais elle se prépare à lancer un autre missile alors qu'Orochi manipule les souvenirs d'Akagi d'Amagi. |                                                               |                            |                                            |                       |
| 12 | Mer bleue : Bénis soit la route de navigation bleue           | 【蒼海】碧き航路に祝福を   | [Sōkai] Hekiki kōro ni shukufuku wo        | 20 mars 2020          |
| Orochi lance le missile sur la base de la Ligne azur, et Enterprise part pour l'intercepter malgré les tentatives de Purifier de l'en empêcher. Elle est capable de détruire le missile, mais est assommée par l'explosion. Pendant ce temps, les flottes de la Ligne azur et l'Axe rouge continuent leur attaque sur Orochi alors qu'elle se prépare à tirer un deuxième missile. Cependant, Orochi est protégée par un bouclier impénétrable et les filles navires ne peuvent infliger aucun dommage. Bien qu'inconsciente, Enterprise retrouve son soi alternatif, qui l'avertit que son conflit entre les filles navires est inévitable car ce sont des manifestations de la volonté humaine comme Orochi, mais Enterprise décide de continuer à se battre pour protéger toutes les personnes importantes pour cette dernière. Alors qu'Enterprise rejoint la bataille, Zuikaku parvient à ramener Kaga à ses sens avec un coup de tête. Enterprise tire une flèche spéciale qui perce le bouclier d'Orochi et paralyse le navire. Les filles navires se rallient et commencent à repousser la flotte de Sirènes. Enterprise vient ensuite en aide à Akagi et la sauve, la ramenant également à ses sens. Orochi disparaît et les Sirènes se retirent, Observer notant que même si leur plan a échoué, les filles navires dépassant leurs attentes signifient que l'humanité a encore un avenir. Par la suite, afin d'améliorer les relations, la Ligne azur et l'Axe rouge acceptent de vivre ensemble dans la même base, avec les filles navires des deux camps se mêlant les unes aux autres. Hornet et Hammann rendent visite à l'hôpital, seulement pour trouver un lit vide. Elles trouvent la personne qu'elles allaient voir, la sœur aînée d'Enterprise et Hornet, Yorktown, qui est malade depuis un moment, se promenant dehors. Z23 rejoint le groupe d'Ayanami, Javelin, Laffey et Unicorn, tandis qu'Enterprise est nommée pour être le nouveau leader général des forces combinées de la Ligne azur et l'Axe rouge. Tout en regardant l'océan, Enterprise est de nouveau approchée par son soi alternatif, qui l'avertit à nouveau que les conflits entre les filles navires sont inévitables et que la guerre ne change jamais. Entreprise rétorque que même si la guerre ne change pas, les gens le peuvent. |                                                               |                            |                                            |                       |

#### Doublage
| Personnage      | Voix japonaises        |
| --------------- | ---------------------- |
| Enterprise      | Yui Ishikawa           |
| Akagi           | Mai Nakahara           |
| Unicorn         | Ai Kakuma (ja)         |
| Javelin         | Nozomi Yamane (ja)     |
| Laffey          | Maria Naganawa (ja)    |
| Kaga            | Ai Kayano              |
| Cleveland       | Saya Horigome (ja)     |
| Prince of Wales | Chinami Hashimoto (ja) |
| Ayanami         | Yō Taichi (ja)         |
| Bailey (en)     | Eri Suzuki             |
| Beagle (en)     | Eri Suzuki             |
| Bulldog         | Eri Suzuki             |
| Illustrious     | Sora Amamiya           |
| San Diego       | Asuka Itō (ja)         |
| Hammann         | Asuka Itō (ja)         |
| Vestal          | Maia (ja)              |
| Zuikaku         | Risa Taneda            |
| Shōkaku         | Risa Taneda            |
| Belfast         | Yui Horie              |
| Glowworm        | Hiromi Igarashi        |
| Helena          | Tomoyo Chūjō (ja)      |
| Hood            | Atsuko Tanaka          |
| Hornet          | Nozomi Yamamoto        |
| Long Island     | Sachiyo Yoshida        |
| Northampton     | Takao Koizumi          |
| Prinz Eugen     | Ayane Sakura           |
| Queen Elizabeth | Sumire Uesaka          |
| Warspite        | Sumire Uesaka          |
| Z 23 (en)       | Rika Abe (ja)          |

## Réception

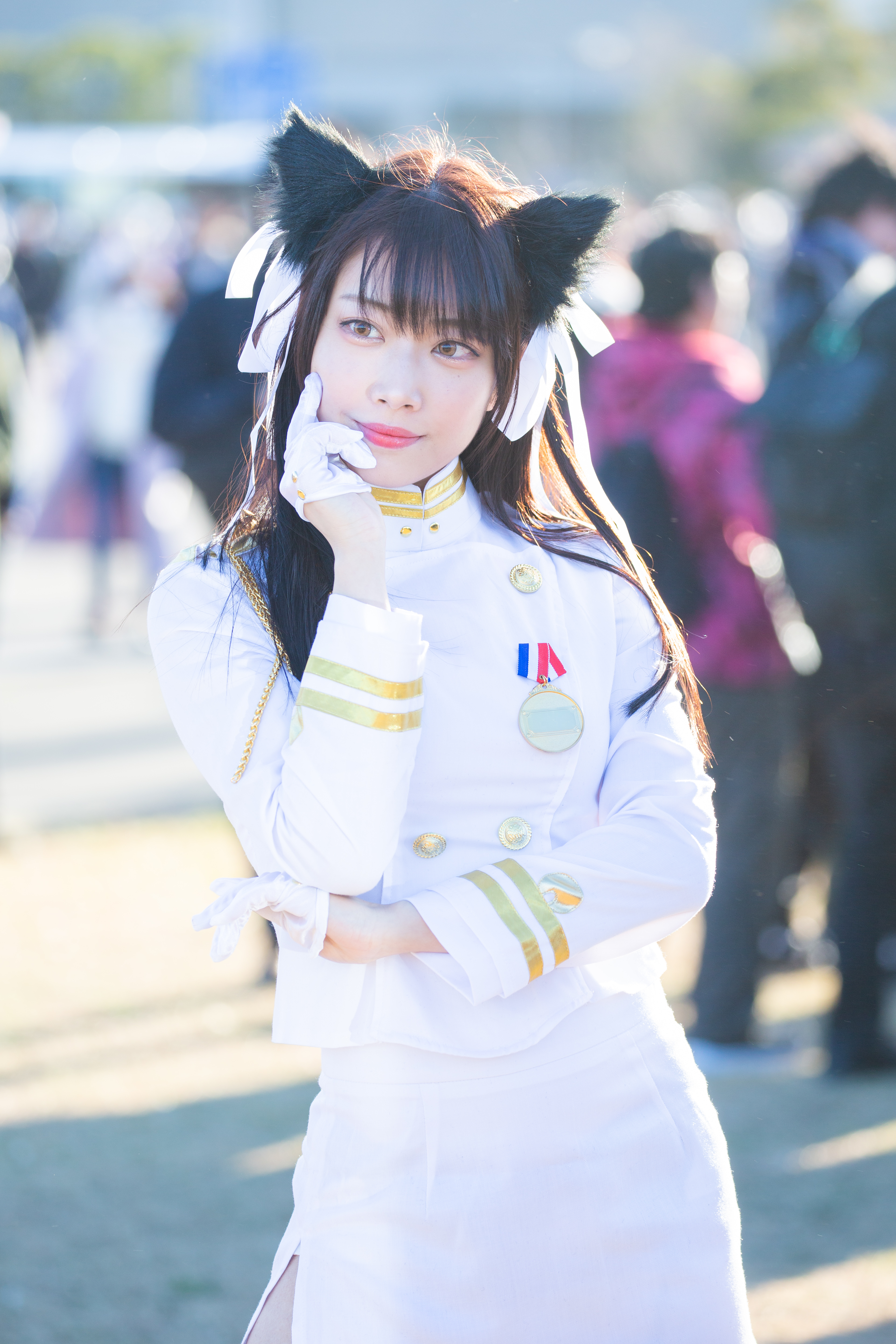
Cosplay d'Atago, un personnage d'Azur Lane basé sur un navire du même nom.

Azur Lane est très populaire dans son pays d'origine, contribuant en grande partie au chiffre d'affaires du premier trimestre de bilibili en 2018 ainsi qu'à la sortie en Chine de Fate/Grand Order,. Au Japon, le jeu a énormément gagné en popularité après sa sortie, malgré les accusations initiales des fans de Kantai Collection selon lesquelles il ne serait qu'un clone du jeu,. Après seulement quatre mois, il y avait plus de cinq millions de joueurs japonais. La première convention de dōjin dédiée exclusivement au jeu a eu lieu en novembre 2017,
De mai 2017 à août 2018, le jeu a rapporté 170 millions de dollars américains sur l'App Store. Les joueurs chinois ont dépensé 28 millions de dollars, tandis que les joueurs japonais ont dépensé 139 millions de dollars, représentant environ 82% des ventes du jeu.Le jeu a été classé parmi les cinq meilleurs jeux de 2017 au Japon sur les votes des utilisateurs du Google Play, ainsi que la première place dans la section des applications du Dengeki Online Awards 2017. En septembre 2018, le jeu a remporté la troisième place dans la catégorie « Jeu de l'année » lors de la 15e édition du China Animation & Comic Competition Golden Dragon Award (金龙奖).
La popularité d'Azur Lane a été attribuée à son gameplay et à la conception de son système de jeu qui ont été largement félicités. RPG Site souligne que le jeu « constitue une leçon importante sur la façon dont une œuvre produite en Chine peut gagner en popularité au Japon en offrant de l'originalité dans son gameplay ». Famitsu apprécie le fait que le jeu dépend très peu sur la chance, laisse les joueurs développer leur propre style de jeu et est facile à prendre en main et d'y jouer en raison de peu d'éléments de microtransaction,. L'écrivain, acteur et animateur de radio japonais Mafia Kajita (ja) a été impressionnée par les contrôles de tir concis. Il a estimé que les systèmes de jeu étaient rationalisés et évitait les nuisances, et croit que la distribution vocale entièrement japonaise était probablement une raison de sa popularité.
Les critiques ont également comparé le jeu à Kantai Collection. Le média hongkongais HK01 a constaté que l'absence totale d'améliorations de KanColle après sa sortie et la dépendance excessive à l'égard de la chance étaient responsables de l'exaspération de ses propres joueurs, qui ont fini par changer de jeu et contribuer à la popularité d'Azur Lane. Mafia Kajita a noté que les deux jeux ont des objectifs différents : KanColle est centré sur la gestion des ressources tandis qu'Azur Lane est un jeu de simulation basé sur l'esquive des balles de danmaku tout en tirant sur l'ennemi. Cependant, Shigetaka Kurita, directeur de la société Kadokawa Dwango, a reproché à Azur Lane de ne pas avoir le sens de « tragédie et d'héroïsme » que l'on peut retrouver dans KanColle. Kurita a décrit le jeu comme « simplement un jeu d'action d'idol avec un thème de flotte ». Il a trouvé que le plus grand attrait de KanColle était « la tristesse de la marine impériale japonaise », affirmant que l'on pouvait pleurer en jouant à KanColle mais pas à Azur Lane.

### Annotations
1. 1 2  Yuwan (鱼丸, Yúwán), aussi connu sous le nom de N.ec 鱼丸
2. ↑  L'Union est appelée « Baiying » (白鹰, Bái yīng, litt. « Aigle blanc ») en chinois, « Union » (ユニオン, Yunion?) en japonais et « Eagle Union » en anglais.
3. ↑  La Royale est appelée « Huangjia » (皇家, Huángjiā, litt. « Famille impériale ») en chinois, « Royal » (ロイヤル, Roiyaru?) en japonais et « Royal Navy » en anglais.
4. ↑  Le Régime de Fersang est appelé « Tiexue » (铁血, Tiěxuè, litt. « Sang de fer ») en chinois, « Tekketsu » (鉄血?) en japonais et « Iron Blood » en anglais.
5. ↑  L'Empire du Cerisier est appelé « Zhong ying » (重樱, Zhòng yīng, litt. « Cerise lourde ») en chinois, « Jūō » (重桜?) en japonais et « Sakura Empire » en anglais.
6. ↑  Les Sirènes sont appelées « Sairen » (塞壬, Sāi rén) en chinois et « Sirens » (セイレーン, Seirēn?) en japonais.
7. ↑  La Red Axis est appelée « Chise zhongzhou » (赤色中轴, Chìsè zhōngzhóu) en chinois et « Red Axis » (レッドアクシズ, Reddo Akushizu?) en japonais.
8. ↑  L'Éclat oriental est appelé « Donghuang » (东煌, Dōnghuáng) en chinois, « Tonkō » (東煌?) en japonais et « Dragon Empery » en anglais.
9. ↑  La Fédération nordique est appelée « Beifang lianhe » (北方联合, Běifāng liánhé) en chinois, « Hoppō rengō » (北方連合?) en japonais et « Northern Parliament » en anglais.
10. ↑  L'Iris libre est appelé « Ziyou yuanwei » (自由鸢尾, Zìyóu yuānwěi) en chinois, « Jiyū Iris kyō kuni » (自由アイリス教国, Jiyū Airisu kyō kuni?) en japonais et « Iris Libre » en anglais.
11. ↑  Le Saint-Siège de Vichy est appelé « Weixi jiaoting » (维希教廷, Wéixī jiàotíng) en chinois, « Vishia seiza » (ヴィシア聖座?) en japonais et « 'Vichya Dominion » en anglais.
12. ↑  L'Empire sarde est appelé « Sading diguo » (撒丁帝国, Sādīng dìguó) en chinois, « Sadia teikoku » (サディア帝国?) en japonais et « Sardegna Empire » en anglais.

### Sources
1. ↑  (ja) « Shade@アズレンアレンジＣＤ委託開始 on Twitter », sur lih.kg (consulté le 5 octobre 2019)
2. ↑  (ja) Deadball P (@deadballp), « アズールレーンのイベント曲、担当させていただきました！開催中のイベント「凛冽なりし冬の王冠」の、本日開放の後半エリアのメインの曲です。　 #アズールレーン », sur Twitter,‎ 1er mars 2018 (consulté le 5 octobre 2019)
3. ↑  (en) Paul Chapman, « Ship Girl Smart Phone Game Azur Lane Sets Sail as a TV Anime : Bibury Animation Studio adapts side-scrolling shooter mobile game from Manjuu Co.,Ltd. and Yongshi Co.,Ltd », sur Crunchyroll, 15 septembre 2018 (consulté le 4 octobre 2019)
4. 1 2  (en) « Yostar、『アズールレーン』の登録者数が500万人を突破！　2月28日までに登録したユーザー全員にプレゼントを実施へ », sur gamebiz.jp,‎ 12 janvier 2018 (consulté le 6 octobre 2019)
5. 1 2  (ja) « 2017年のユーザー投票部門アプリ・ゲームの最優秀賞。 », sur Google Play (consulté le 6 octobre 2019)
6. 1 2  (en) Jennifer Sherman, « Azur Lane: Crosswave Game Launches for PC in Early 2020 : Physical PS4 editions also ship in early 2020 », sur Anime News Network, 14 septembre 2019 (consulté le 6 octobre 2019)
7. 1 2  (en) Jennifer Sherman, « Azur Lane: Crosswave Game Gets Switch Version on September 17 : Compile Heart previews release with opening movie, promotional video », sur Anime News Network, 28 mai 2020 (consulté le 31 mai 2020)
8. 1 2  (en) Rafael Antonio Pineda, « Azur Lane Anime's Video Reveals Theme Song Artists, More Cast, Staff, October 3 Debut : Yui Horie, Yō Taichi, Maria Naganawa, Nozomi Yamane reprise roles; May'n, Kano perform opening, ending songs », sur Anime News Network, 14 septembre 2019 (consulté le 6 octobre 2019)
9. 1 2  (ja) « ON AIR 放送・配信情報 », sur Site officiel (consulté le 6 octobre 2019)
10. ↑  (en) « Azur Lane, Girls' Frontline Censored », sur dualshockers.com, 9 avril 2021
11. ↑  « 微博 », sur m.weibo.cn (consulté le 14 avril 2021)
12. 1 2 3 4 5 6 7 8 9  (en) Kite Stenbuck, « How Azur Lane is able to rival Kantai Collection's popularity in Japan | RPG Site », sur RPG Site, 21 janvier 2018 (consulté le 4 octobre 2019)
13. ↑  (en) Kite Stenbuck, « Azur Lane Guide - Which starter ship should you choose? », sur RPG Site, 17 août 2018 (consulté le 4 octobre 2019)
14. ↑  (en) « List of Ships », sur Azur Lane Wiki (consulté le 4 octobre 2019)
15. ↑  (en) « Exercise », sur Azur Lane Wiki (consulté le 4 octobre 2019)
16. ↑  (ja) « 『アズールレーン』5月31日より開催の重桜イベント情報や、新たな艦種「潜水艦」が公開！アズレンTVまとめ | インサイド », sur インサイド,‎ 28 mai 2018 (consulté le 4 octobre 2019)
17. ↑  (ja) « 『アズールレーン』新システム「オフニャ」の詳細が公開―「スキル」や「アビリティ」で艦隊を強化！ | インサイド », sur インサイド,‎ 21 septembre 2018 (consulté le 4 octobre 2019)
18. ↑  (en) Ren Ana, « First Impressions: An Initial Look at Azur Lane », sur Critical Index, 27 décembre 2017 (consulté le 4 octobre 2019)
19. 1 2 3  (en) Sato, « KanColle Imitation Azur Lane Doing Well In Japan, About To Get Bigger With New Marriage System », sur siliconera.com, 9 octobre 2017 (consulté le 6 octobre 2019)
20. ↑  (en) YuushaExa, « Azur Lane - Oath (Marriage) and First Event on Global », sur mmorpg.news, 11 septembre 2018 (consulté le 4 octobre 2019)
21. 1 2 3 4  (ja) [巻頭特集]アズールレーン, vol. 47,‎ 22 février 2018, 41 p. (lire en ligne)
22. ↑  (ja) [巻頭特集]アズールレーン, vol. 47,‎ 22 février 2018, 42 p. (lire en ligne)
23. ↑  (zh-Hans) « 碧蓝航线WOWS联动活动内容_碧蓝航线战舰世界联动活动攻略_牛游戏网 », sur shouji.newyx.net,‎ 26 avril 2018 (consulté le 4 octobre 2019)
24. ↑  (en) Kara Dennison, « "Azur Lane" Ship Girl Enterprise Boldly Goes Forward in Holiday Art : Eldridge also gets a seasonal makeover, and two more girls get new art and vocals. », sur Crunchyroll, 15 décembre 2017 (consulté le 4 octobre 2019)
25. ↑  (ja) アズールレーン公式 (@azurlane_staff), « 【艦船紹介】 戦艦　マサチューセッツ », sur Twitter,‎ 25 juillet 2018 (consulté le 5 octobre 2019)
26. ↑  (ja) アズールレーン公式 (@azurlane_staff), « 【艦船紹介】 航空母艦・翔鶴（CV・種田梨沙） », sur Twitter,‎ 27 octobre 2017 (consulté le 5 octobre 2019)
27. ↑  (ja) « 《碧蓝》CP勇仕申请挂牌新三板：《碧蓝》半年流水5.66亿 | 新闻 - 游戏茶馆 », sur youxichaguan.com, 23 octobre 2018 (version du 28 octobre 2018 sur Internet Archive)
28. ↑  (kr) 벽람항로 (@azurlanekorea), « 【艦船紹介】 航空母艦・翔鶴（CV・種田梨沙） », sur Twitter,‎ 26 mars 2018 (consulté le 5 octobre 2019)
29. ↑  (en) Kite Stenbuck, « Azur Lane English version has been officially announced by Yostar », sur rpgsite.net, 8 juin 2018 (consulté le 5 octobre 2019)
30. ↑  (en) Kite Stenbuck, « Game Info Azur Lane English open beta test will be launched on August 16 », sur rpgsite.net, 15 août 2018 (consulté le 5 octobre 2019)
31. ↑  (en) Giuseppe Nelva, « Azur Lane Receiving Brand New UI As Open Beta Ends », sur twinfinite.net, 20 mai 2019 (consulté le 5 octobre 2019)
32. 1 2  (ja) « １周年を迎えた『アズールレーン』の運営会社「Yostar」社長、李衡達氏にインタビュー！ | ゲーム★マニアックス | ANIMAX », sur ゲーム★マニアックス | ANIMAX (consulté le 5 octobre 2019)
33. ↑  (en) Jennifer Sherman, « UPDATED: Artist Responds to Azur Lane Game Controversy Linking Feminism to 'Antisocial Groups' : Artist Nardack's art removed from Korean version after refusing to denounce feminism », sur Anime News Network, 2 mai 2018 (consulté le 5 octobre 2019)
34. ↑  (ja) « アズレンTV～石川由依がめぐる アズレン開発現場 in 上海～ », sur AbemaTV (consulté le 5 octobre 2019)
35. ↑  (en) « [Qoo Otaku] KanColle tells Azur Lane: Please change name », sur QooApp: Anime Games Platform (consulté le 5 octobre 2019)
36. ↑  (ja) アズールレーン公式 (@azurlane_staff), « 募集開始から、ツイッターやサポート窓口、イベントでの声かけなどから 4桁以上の案をいただきました。 », sur Twitter,‎ 17 août 2018 (consulté le 5 octobre 2019)
37. ↑  (en) « Yostar、『アズールレーン』のキャラクターの総称を「艦船（KAN-SEN）」に決定！ | Social Game Info », sur Social Game Info,‎ 13 septembre 2018 (consulté le 5 octobre 2019)
38. ↑  (en) « アズールレーンイラストコンテスト », sur pixiv (consulté le 5 octobre 2019)
39. ↑  (en) « アズールレーン花嫁「ケッコン」イラストコンテスト », sur pixiv (consulté le 5 octobre 2019)
40. ↑  (ja) ケッコンVR@アズールレーン (@NijigenVR), « #アズールレーン の専属艦との「ケッコン」をクラウドファンディングで実現しよう！ », sur Twitter,‎ 17 août 2018 (consulté le 5 octobre 2019)
41. ↑  (en) Rafael Antonio Pineda, « Azur Lane x Wedding VR Crowdfunding Project Fails to Meet Goal : VR wedding project would have allowed backers to marry 4 characters from Azur Lane game », sur Anime News Network, 11 octobre 2018 (consulté le 5 octobre 2019)
42. ↑  (en) « Azur Lane's latest crossover is bishojo RPG Hyperdimension Neptunia », sur QooApp, 20 décembre 2017 (consulté le 5 octobre 2019)
43. ↑  (en) « World of Warships x Azur Lane Collaboration: Coming Soon! », sur World of Warships Asia, 2 avril 2018 (version du 2 avril 2018 sur Internet Archive)
44. ↑  (en) YUZORAH, « World of Warships X Azur Lane Collaboration », sur thedailybounce.net, 6 avril 2019 (consulté le 5 octobre 2019)
45. ↑  (en) Kara Dennison, « Azur Lane x VOTOMS Collab Teased : The most ambitious event in crossover history », sur Crunchyroll, 25 mai 2018 (consulté le 6 octobre 2019)
46. ↑  (en) Kite Stenbuck, « Azur Lane announces a collaboration with Utawarerumono, which will be held in Japan in November 2018 », sur www.rpgsite.net, 15 septembre 2018 (consulté le 5 octobre 2019)
47. ↑  (en) Sato, « Kizuna AI X Azur Lane Collaboration Gets A New Trailer Featuring The Super Virtual YouTuber », sur siliconera.com, 19 avril 2019 (consulté le 5 octobre 2019)
48. ↑  (en) Kara Dennison, « Boat Girls Become Manga Stars in "Azur Lane" 4-Koma : "Very Slow Advance!" kicks off in Palette Ichijinsha », sur Crunchyroll, 24 mai 2018 (consulté le 6 octobre 2019)
49. ↑  (ja) アズールレーン公式 (@azurlane_staff), « 【四コマ！】 4/23（月）より、4コママンガ『アズールレーン　びそくぜんしんっ！』 本ツイッターにて（ほぼ毎週）連載開始予定！ 月刊『まんが4コマぱれっと』にも掲載予定！ », sur Twitter,‎ 20 avril 2018 (consulté le 6 octobre 2019)
50. ↑  (en) « 『アズールレーン』初のコミックアンソロジーが発売―表紙には「エンタープライズ」と「三笠」が！ », sur inside-games.jp,‎ 31 janvier 2019 (consulté le 6 octobre 2019)
51. ↑  (ja) « 【9月25日付】本日発売の単行本リスト », sur natalie.mu,‎ 25 septembre 2019 (consulté le 6 octobre 2019)
52. 1 2  (en) Egan Loo, « Azur Lane Warship Girl Game Gets TV Anime by Grisaia Director, Studio : WWII-inspired game also gets Comic Rex manga, Utawarerumono collaboration », sur Anime News Network, 15 septembre 2018 (consulté le 6 octobre 2019)
53. ↑  (ja) « アズールレーン コミックアラカルト », sur OVERLAP (consulté le 6 octobre 2019)
54. ↑  (ja) « アズールレーン ラフィーと始める指揮官生活｜講談社ラノベ文庫 », sur ラノベ文庫｜講談社 (consulté le 6 octobre 2019)
55. ↑  (ja) « アズールレーン Episode of Belfast｜ダッシュエックス文庫 », sur dash.shueisha.co.jp (consulté le 6 octobre 2019)
56. ↑  (ja) « アズールレーン ～綾波、ケッコンするです～ », sur OVERLAP (consulté le 6 octobre 2019)
57. ↑  (en) Sato, « Azur Lane: Crosswave Adds Kongou And Mikasa To Its Roster Of Shipgirls », sur siliconera.com, 29 mars 2019 (consulté le 6 octobre 2019)
58. ↑  (en) Kite Stenbuck, « Compile Heart reveals Azur Lane Crosswave for PlayStation 4 », sur www.rpgsite.net, 13 septembre 2018 (consulté le 6 octobre 2019)
59. ↑  (en) Rafael Antonio Pineda, « Azur Lane: Crosswave PS4 Game Slated for 2019 », sur Anime News Network, 5 octobre 2018 (consulté le 5 octobre 2019)
60. ↑  (en) Adam Vitale, « Azur Lane Crosswave heading westward in 2020 for PlayStation 4 », sur www.rpgsite.net, 2 mai 2019 (consulté le 6 octobre 2019)
61. ↑  (ja) « 「アズールレーン」TVアニメ化！監督は天衝、シリーズ構成は鋼屋ジン », sur natalie.mu,‎ 15 septembre 2018 (consulté le 6 octobre 2019)
62. ↑  (ja) « GOODS 商品情報 : TVアニメーション『アズールレーン』Vol.6　Blu-ray　初回生産限定版 », sur Site officiel (consulté le 6 octobre 2019)
63. ↑  (en) Jennifer Sherman, « Azur Lane Anime's Episodes 11, 12 Delayed to March : Staff hope to improve anime's quality for re-airing beginning in January », sur Anime News Network, 11 décembre 2019 (consulté le 11 décembre 2019)
64. ↑  « Azur Lane, dernier simulcast annoncé par Wakanim », sur manga-news.com, 4 octobre 2019 (consulté le 6 octobre 2019)
65. ↑  (de) ameheut, « ENTDECKT DIE NEUE HERBSTSAISON 2019! », sur Wakanim, 2 octobre 2019 (consulté le 11 décembre 2019)
66. ↑  (en) ameheut, « DISCOVER THE NEW 2019 FALL SEASON! », sur Wakanim, 2 octobre 2019 (consulté le 11 décembre 2019)
67. ↑  (ru) ameheut, « https://www.wakanim.tv/ru/v2/news/detail/3228/osenniy-anime-sezon-nachalsya », sur Wakanim, 2 octobre 2019 (consulté le 11 décembre 2019)
68. ↑  (en) Alex Mateo, « Funimation to Stream Azur Lane, No Guns Life Anime : Azur Lane debuts on Thursday, No Guns Life on October 10 », sur Anime News Network, 3 octobre 2019 (consulté le 3 octobre 2019)
69. ↑  (ja) « アニメ「アズールレーン」本PV公開！OP主題歌はMay'n、EDは鹿乃に », sur natalie.mu,‎ 14 septembre 2019 (consulté le 6 octobre 2019)
70. ↑  (ja) « CHARACTER キャラクター », sur Site officiel (consulté le 24 octobre 2019)
71. ↑  (zh-Hans) « B站Q1手游业务依旧占营收大头，不受吃鸡游戏和短视频影响 | 钛快讯 », sur Sohu,‎ 24 mai 2018 (consulté le 6 octobre 2019)
72. ↑  (en) Leo Sun, « Should You Chase Bilibili's Post-IPO Rally? », sur Yahoo! Finance, 27 juin 2019 (consulté le 6 octobre 2019)
73. ↑  (en) Koh Ruide, « New Chinese KanColle clone gains popularity in Japan, riles up some patriotic Twitter users », sur soranews24.com, 9 octobre 2017 (consulté le 6 octobre 2019)
74. 1 2  (zh-HK) 歐敬洛, « 國產手遊《碧藍航線》日本人氣暴升直衝五大　艦娘玩家不滿終爆發 », sur hk01.com,‎ 8 octobre 2017 (consulté le 6 octobre 2019)
75. ↑  (en) « ～アズールレーンオンリーイベント～　アズレン夢想 », sur puniket.com (consulté le 6 octobre 2019)
76. ↑  (zh-Hans) « 《碧蓝航线》ios总营收达1.7亿美元 日本地区占近82% », sur finance.jrj.com.cn,‎ 22 septembre 2018 (consulté le 6 octobre 2019)
77. ↑  (ja) « "電撃オンラインアワード2017"投票結果を発表。コンシューマ部門とアプリ部門の上位10位を公開 », sur 電撃オンライン,‎ 15 mars 2018 (consulté le 6 octobre 2019)
78. ↑  (zh-Hans) « 历届获奖名单 : 第15届中国动漫金龙奖 », sur cicfcn.com (consulté le 6 octobre 2019)
79. ↑  (ja) « ガチャゲーで疲れた心を癒してくれる……最近流行ってる『アズールレーン』が魅力的過ぎる話 [ファミ通App] », sur ファミ通App,‎ 11 octobre 2017 (consulté le 6 octobre 2019)
80. ↑  (zh-tw) « 最近大流行的手遊《碧藍航線》的魅力？ », sur Fami通（台灣） (version du 23 juin 2018 sur Internet Archive)
81. 1 2  (ja) Aetas Inc., « マフィア梶田の二次元が来い！：第376回「三十路を迎えたPaniPani指揮官のアズールレーン」 »,‎ 17 octobre 2017 (consulté le 6 octobre 2019)
82. ↑  (zh-HK) « 【偶像艦B】Dwango董事認為碧藍航線只是單純偶像遊戲，缺乏艦これ的悲壯感 - ACGer:日系ACG情報資訊及評論網站 », sur ACGer,‎ 28 novembre 2017 (consulté le 6 octobre 2019)